# Душан Вујовић (политичар)
Душан Вујовић (Пожаревац, 22. јул 1951 — 15. мај 2025) био је српски политичар, економиста и универзитетски професор. Био је министар финансија у Влади Србије.

## Биографија
Дипломирао, магистрирао и докторирао је на Економском факултету у Београду. Завршио је постдокторске студије на Универзитету Калифорнија, Беркли. Радио је као асистент у Институту међународне политике и економије у Београду као асистент на Економском факултету у Београду, а потом као асистент и ванредни професор на овом факултету. 
Био је дугогодишњи партнер Светске банке. Спроводио је програм напредног обучавања службеника министарстава економија земаља у развоју Источне и Јужне Европе, бившег Совјетског Савеза, Кине и Вијетнама. Представљао је Србију и Црну Гору у Одбору гувернера Светске банке, спроводио програм Банке у Украјини и био је главни економиста Банке за Европу и Централну Азију.
Од 2011, радио је као консултант Светске Банке и Ју-Ес-Ејд-а у области иновације, буџетских реформи и реформи јавног сектора.
Објавио је више наслова у међународним часописима. Уредник је магазина „Финансије” којег објављује Министарство финансија српске владе.
Био је министар привреде у Влади Србије од 27. априла до 3. септембра 2014. Од 3. септембра 2014. је на функцији министра финансија у истој влади. Након смене министра одбране Братислава Гашића, председник Владе Александар Вучић, овластио је Вујовића да врши овлашћења министра одбране до избора новог министра.
Вујовић је био професор економије на Универзитету Сингидунум у Београду.
Говорио је енглески и руски.